# Psychédélices
Albums de Alizée
En concert Tout Alizée
Psychédélices est le troisième album studio d'Alizée, paru le 3 décembre 2007. Il s'agit du premier album de la chanteuse ne contenant pas de collaborations avec Mylène Farmer et Laurent Boutonnat, ses anciens producteurs.

## Conception de l'album et développement
Décembre 2007 marque le retour de la chanteuse, avec l'album « Psychédélices », produit par Alizée elle-même et auquel ont participé des auteurs et des compositeurs de renom comme Daniel Darc, Oxmo Puccino, Jean Fauque et son mari, Jérémy Châtelain.
En janvier 2008 Alizée fait partie de la troupe des Enfoirés à l'occasion de leur concert événementiel « Le secret des enfoirés » qui a lieu au Zénith de Strasbourg, au profit des Restos du cœur.
En octobre 2008, Alizée remporte au Mexique un Premio Luna (prix lune) dans la catégorie Meilleur Artiste Pop International décerné par l'CONACULTA. Alizée fera partie du nouveau spectacle des Enfoirés en 2009 qui s'intitule « Les Enfoirés font leur cinéma » du 21 au 26 janvier 2009 au Palais omnisports de Paris-Bercy.

## Promotion

### Éditions de l'album
En plus de l'édition CD classique, il existe initialement deux autres versions, à tirage limité, de Psychédélices : un 33 tours (édité à 1 000 exemplaires) et un digipak CD+DVD, incluant en bonus le court-métrage Spychédélices. Ce film, d'une durée de cinq minutes environ, consiste en une seule séquence mettant en scène Alizée au volant d'une voiture. En voix-off, Jean Fauque lit un texte mêlant les onze titres de l'album.
En juin 2008, pendant la tournée mexicaine d'Alizée, Sony Mexico édite une nouvelle version CD+DVD de l'album. Celle-ci contient une nouvelle version de La Isla Bonita, ainsi que des remixes de Mademoiselle Juliette et Fifty Sixty. Le DVD contient quant à lui les clips de Mademoiselle Juliette et de la trilogie Fifty Sixty, ainsi que des reportages sur la tournée promotionnelle d'Alizée au Mexique, en mars 2008.

### Tournée
En mars 2008, Alizée part en visite pour le Mexique afin d'y effectuer une tournée promotionnelle. Le 5 mars, son passage est programmé pour une séance photographie mais annulée pour des raisons de sécurité. Alizée tient alors une conférence de presse improvisée pour s'excuser auprès de ses fans mexicains. La société Sony BMG Mexique explique qu'elle et Alizée ne sont pas tenus responsables de cette annulation. Alizée, de son côté, promet à ses fans de refaire une séance photo à son retour dès sa prochaine date de tournée. Elle annonce en même temps les dates du 'Psychédélices Tour en Russie dès le 18 mai à Moscou, puis au Mexique, et en France,.

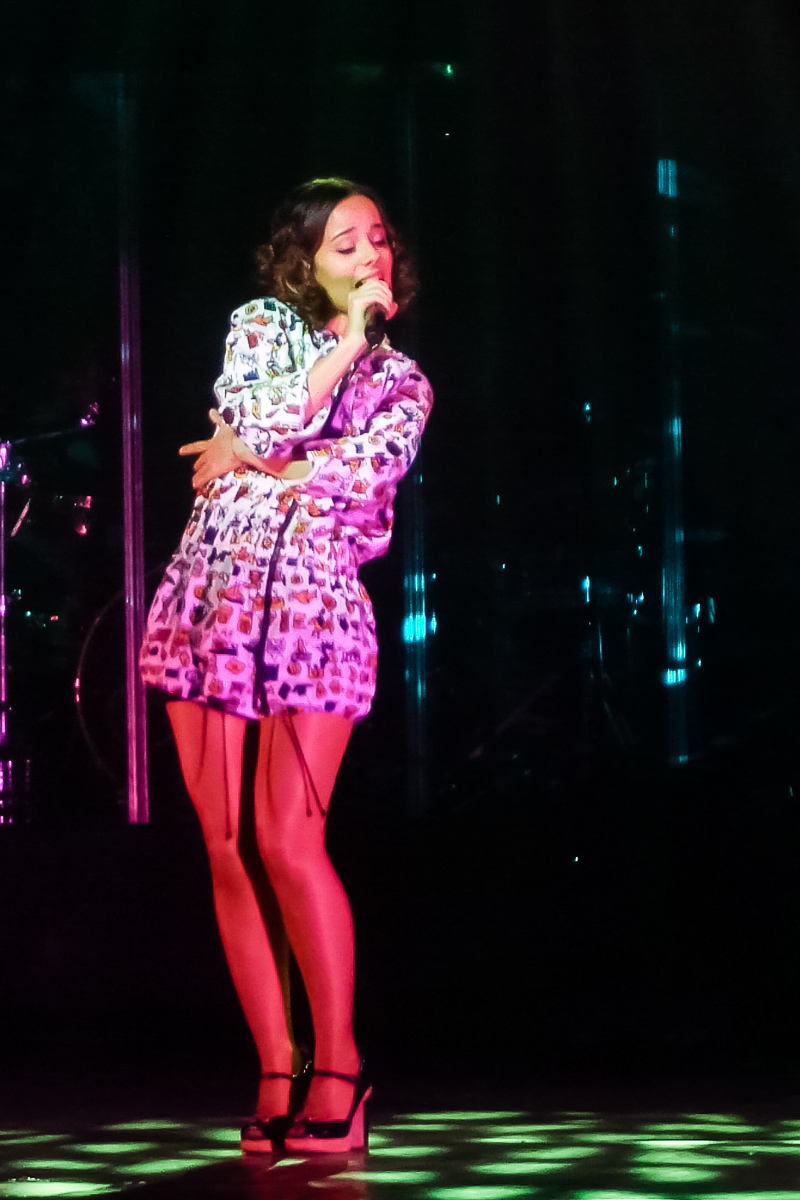
Psychédélices Tour à Moscou en 2008.

Elle commente également que le piratage de la musique possède « un bon et un mauvais côté », le bon étant que sa musique ait atteint sans attente le continent sud-américain. À la suite du succès de sa tournée au Mexique, et afin de réparer le préjudice moral causé par l'annulation de sa première visite promotionnelle, Alizée annonce une séance d'autographes avec ses fans le 26 juillet à Mexico, où plus de 300 CD sont signés, et dont un disque d'or lui a été remis par l'équipe de Sony BMG Mexique pour la vente de 50 000 exemplaires du Psychédélices – Tour Edition.

### Singles extraits

#### Mademoiselle Juliette
Le premier titre extrait est Mademoiselle Juliette, mis en vente sur internet dès le mois de septembre 2007, qui atteint la 13e place des titres les plus téléchargés en France, avant de chuter rapidement. Le clip est ensuite diffusé à partir du 19 novembre, avec un effet mineur sur les ventes.
Un single est prévu par RCA, puis annulé au dernier moment. Seul, un maxi de 9 titres est édité, en janvier 2008, qui se classe 22e des ventes en France, avant de chuter à son tour.

#### Fifty Sixty
Dès le mois de janvier, la promotion de Fifty Sixty est amorcée en France. Ce titre avait été un temps annoncé comme premier single, alors qu'il s'était retrouvé sur internet en août 2007, à cause de fuites dans la production, puis avait été annulé par la maison de disques. La diffusion en radio est d'abord presque inexistante, tout comme la promotion télévisuelle. 
À la mi-avril, le clip du single se retrouve à son tour sur internet par erreur, avant d'être retiré pour être corrigé. Il est finalement diffusé début mai 2008, et annoncé comme premier volet d'une trilogie. En effet, fin mai, le site Psychedeclips.com propose de découvrir, en plus du clip original, deux vidéos accompagnant deux remixes de la chanson, le David Rubato Remix et le Rolf Honey Remix (non destinés à une diffusion télévisuelle). Chacune des trois versions bénéficie d'un support promo envoyé aux radios, mais aucune sortie commerciale n'est annoncée.

#### La Isla Bonita
Le troisième single de Psychédélices a été édité le 25 juin 2008 au Mexique afin de promouvoir la réédition de l'album. Il s'agit d'une nouvelle adaptation du titre La Isla Bonita qu'Alizée avait déjà repris en 2003.

## Liste des chansons
| 1.  | Mademoiselle Juliette              | Jérémy Chatelain, Jean Fauque | Jérémy Chatelain                              | 3:02 |
| 2.  | Fifty-Sixty                        | Jérémy Chatelain, Jean Fauque | Jérémy Chatelain                              | 3:45 |
| 3.  | Mon taxi driver                    | Jean Fauque                   | Jérémy Chatelain                              | 3:11 |
| 4.  | Jamais plus                        | Daniel Darc                   | Frédéric Lo                                   | 3:28 |
| 5.  | Psychédélices                      | Jean Fauque                   | Jérémy Chatelain                              | 4:37 |
| 6.  | Décollage (featuring Oxmo Puccino) | Oxmo Puccino                  | Jérémy Chatelain, Kore                        | 3:52 |
| 7.  | Par les paupières                  | Oxmo Puccino                  | Sylvain Carpentier, Jérémy Chatelain, Nellson | 4:29 |
| 8.  | Lilly Town                         | Jérémy Chatelain, Jean Fauque | Jérémy Chatelain                              | 3:57 |
| 9.  | Lonely List                        | Daniel Darc                   | Frédéric Lo                                   | 3:55 |
| 10. | Idéaliser                          | Jérémy Chatelain, Jean Fauque | Jérémy Chatelain                              | 4:00 |
| 11. | L’Effet                            | Jean Fauque                   | Bertrand Burgalat                             | 3:44 |

| 12. | La Isla Bonita                                                                                      | Madonna | Bruce Gaitsch, Patrick Leonard | 3:43 |
| 13. | Fifty-Sixty (Rolf Honey Edit Remix)                                                                 |         |                                | 3:23 |
| 14. | Fifty-Sixty (Datsu Remix)                                                                           |         |                                | 3:20 |
| 15. | Fifty-Sixty (Edana VS Tiborg Remix)                                                                 |         |                                | 3:27 |
| 16. | Mademoiselle Juliette (Video) (Film Director – Julien Rotterman)                                    |         |                                |      |
| 17. | Fifty Sixty (L’Original) (Video) (Film Director – Chic Et Artistic, Yanick Saillet)                 |         |                                |      |
| 18. | Fifty Sixty - David Rubato Version (Video) Film Director – Rebecca Zlotowski (Remix – David Rubato) |         |                                |      |
| 19. | Rolf Honey 50/60 (Video) (Film Director – Jihad Kahwajy)                                            |         |                                |      |

| 12. | La Isla Bonita | Madonna | Bruce Gaitsch, Patrick Leonard | 3:43 |

## Accueil public
L'album est récompensé par un disque d'or. Au moins 50 000 exemplaires ont été vendus en France. L'album est classé pendant 16 semaines dans le Top 200 (meilleur classement: 16e, en première semaine). Il s'est vendu à plus de 200 000 exemplaires dans le monde.
Psychédélices connaît cependant un succès international, en particulier au Mexique où la sortie de l'album est suivie par celle d'un best-of, Tout Alizée, édité par son ancienne maison de disques Universal—, et totalise 200 000 ventes dans le monde. Il est soutenu par une tournée internationale, le Psychédélices Tour, qui débute par un concert à Moscou le 18 mai 2008. Le mois suivant, elle donne cinq représentations au Mexique, dont deux à Mexico et une au stade de Monterrey. D'autres dates en Europe de l'Est et en France (incluant un concert au Grand Rex en octobre) devraient suivre.

### Album
| Pays     | Classement  | Certification |
| -------- | ----------- | ------------- |
| France   | 16 / 7 (TL) | Or            |
| Mexique  | 15          | Or            |
| Belgique | 50          |               |
| Suisse   | 99          |               |
| Russie   |             | Or            |